# Tecnifibre

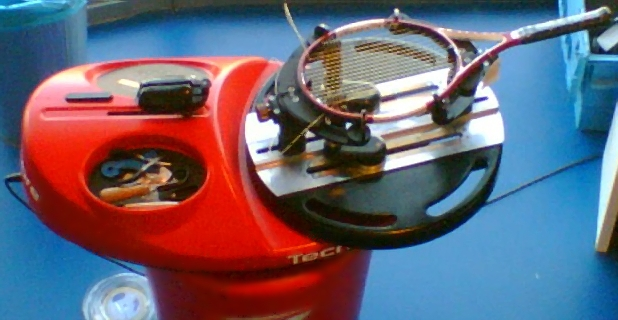
Elektronische Besaitungsmaschine von Tecnifibre

Tecnifibre ist ein französischer Hersteller von Sportartikeln, der sich auf Tennis, Squash und Padel spezialisiert hat. Das Unternehmen wurde 1979 vom heutigen CEO Thierry Maissant gegründet. Im Laufe seiner Entwicklung hat sich Tecnifibre einen weltweiten Ruf auf dem Tennis- und Squashmarkt aufgebaut und Schläger, Taschen, Saiten, Bekleidung und anderes Zubehör auf den Markt gebracht. Lacoste gab am 31. August 2017 den Erwerb eines 80-prozentigen Anteils am Kapital von Major Sports bekannt und wurde am 1. Oktober Eigentümer von Tecnifibre.

## Geschichte
Tecnifibre wurde erstmals für seine Expertise im Bereich Tennissaiten, insbesondere Multifilamentsaiten, bekannt, dank der Technologie der „PU400 Inside“. Die Besonderheit der Tecnifibre-Saite ist die Imprägnierung der Fasern im Kern und nicht an der Oberfläche. Dies garantiert eine Festigkeit, wobei das Polyurethan 400 eine maximale Elastizität dank 400 % Elastizität gewährleistet. Nach eigenen Angaben produziert Tecnifibre zwei Millionen Tennissaiten pro Jahr. Im Jahr 2004 beschloss Tecnifibre, eine eigene Schlägerserie auf den Markt zu bringen. Tecnifibre ist seit 2001 im Squash aktiv. 2005 bis 2011 wurden bei den French Open Tennisbälle von Tecnifibre eingesetzt. Ebenso stellte Tecnifibre den Besaitungsservice.

## Topspieler
Tennisschläger von Tecnifibre werden unter anderem von folgenden Topspielern und Topspielerinnen gespielt:
- Daniil Medwedew
- Iga Świątek
- Alexander Bublik
- Christopher Eubanks

Squashschläger von Tecnifibre werden unter anderem von folgenden Topspielern und Topspielerinnen gespielt:
- Nour El Sherbini
- Mohamed Elshorbagy
- Marwan Elshorbagy
- Mostafa Asal